# Lycia fumaria
Lycia fumaria là một loài bướm đêm trong họ Geometridae.